# Balqon Corporation
Die Balqon Corporation ist ein US-Hersteller von Nutzfahrzeugen und von Komponenten für Elektrofahrzeuge. Das Unternehmen ist eine Aktiengesellschaft mit Sitz in Santa Ana, Kalifornien. Das 2008 gegründete Unternehmen besitzt ein Produktionswerk in kalifornischen Harbor City.

## Fahrzeugmodelle
Seine Hauptprodukte (Stand 2009) sind zwei Schwerlast-Zugmaschinen der Nautilus E20 – Electric Yard Tractor und der Nautilus E30 – Electric Drayage Tractor für den Transport von Containern in Häfen, Containerbahnhöfen, Lagerhäusern, Kasernen und kombinierten Verkehrseinrichtungen.
Gegen Jahresende des Jahres 2009 hat das Unternehmen seine Modelle Nautilus E20 und Nautilus E30 durch die Modelle Nautilus XE20 und Nautilus XE30 ersetzt. Die neuen Modelle unterscheiden sich von den alten dadurch, dass sie mit Lithium-Eisen-Phosphat-Akkumulator bestückt sind anstatt mit VRLA-Akkumulatoren. Die Motorisierung bleibt jeweils die gleiche wie zuvor.

## Nautilus E20
Der Nautilus E20 ist eine Zugmaschine mit zwei Achsen und einer Leistung von 150 kW (200 PS) die 30 Tonnen Ladung bewegen kann. Die Höchstgeschwindigkeit beträgt 40 km/h. Die Reichweite mit der 140-kWh/336-Volt-Batterie beträgt 48 km (vollbeladen) bis 100 km (leer). Die Batterie kann in fünf Minuten gewechselt, in vier Stunden vollständig und in einer Stunde zu 60 % aufgeladen werden.

## Nautilus E30
Der Nautilus E30 ist eine Zugmaschine mit drei Achsen und einer Leistung von 220 kW (300 PS) die 30 Tonnen Ladung ziehen kann. Die Höchstgeschwindigkeit beträgt 72 km/h (45 mph). Die Reichweite beträgt 150 km (vollbeladen) bis 240 km (ungeladen).

## Projekt Mule
Etwa in den Jahren 2008/2009 entwickelte die Firma den Mule M150 – Electric Truck, einen 7-Tonner, der 55 Meilen/h schnell sein soll und dessen Reichweite zwischen 90 Meilen (vollbeladen) und 150 Meilen liegen soll. Das Modell wurde im September 2009 auf den Markt gebracht.
Im Sommer 2011 hat die Balqon Corporation dann das Modell Mule M100 im Elektrofahrzeugmarkt platziert.